# Strzebla dubrownicka
Strzebla dubrownicka (Delminichthys ghetaldii) – gatunek słodkowodnej ryby z rodziny karpiowatych (Cyprinidae).

## Występowanie
Chorwacja, Bośnia i Hercegowina. Jaskinie krasowe.

## Taksonomia
Franz Steindachner opisał w 1882 Paraphoxinus pstrossii i Paraphoxinus ghetaldii jako dwa odrębne gatunki. Obydwa zostały przeniesione do rodzaju Phoxinellus. Późniejsze badania wykazały, że jest to ten sam gatunek, następnie przeniesiony do rodzaju Delminichthys.

## Opis
Strzebla dubrownicka osiąga długość około 10 cm. Grzbiet ma kolor ciemnobrązowy, boki są złociste lub żółtawe a brzuch biały. Całe ciało jest nakrapiane nieregularnymi brązowoczarnymi plamkami. Żyje w stadach. Ma niewielkie znaczenie gospodarcze i wędkarskie. Biologia rozrodu tego gatunku pozostaje słabo poznana.

## Odżywianie
Żywi się głównie skorupiakami i larwami owadów.